# Quinho Ravelli
Quinho Ravelli (Manhuaçu, 1969) é o pseudônimo de Marcos de Souza, ilustrador, chargista e caricaturista brasileiro. Já fez trabalhos para periódicos como Estado de Minas e OPasquim21, além de trabalhar há mais de 15 anos com o grupo Diários Associados. O principal foco de trabalho de Quinho é a crítica política e as caricaturas, com as quais já ganhou diversas edições do Salão de Humor de Piracicaba, além de ter sido eleito melhor caricaturista brasileiro pelo Troféu HQ Mix de 2004.
Em 2020, Quinho ganhou o Prêmio Vladimir Herzog na categoria "Prêmio Destaque Vladimir Herzog Continuado" ao lado de outros 109 cartunistas que participaram do movimento "Charge Continuada", que consistiu na recriação por centenas de artistas de uma charge de Renato Aroeira que fora alvo de um pedido de investigação pelo governo brasileiro por associar o presidente Jair Bolsonaro com o nazismo.